# 石津謙介
石津 謙介（いしづ けんすけ、1911年10月20日 - 2005年5月24日）は、20世紀に活動した日本のファッションデザイナー。株式会社ヴァンヂャケット創業者。日本メンズファッション協会最高顧問。
高度経済成長期にあたる1960年代の日本に登場した男性ファッション「アイビールック」の生みの親で、“メンズファッションの神様”と呼ばれた。岡山県岡山市出身。石津祥介は長男、ファーストサマーウイカは曾姪孫。

## 経歴
岡山の紙問屋の次男として生まれる。岡山師範学校附属小学校から旧制第一岡山中学（現・県立岡山朝日高校）を経て、明治大学専門部商科に入学。スポーツ万能であるとともに流行の先端をいく遊びに長け、明大在学中はオートバイ・クラブ、自動車部、航空部などを創部した他、ローラースケート、乗馬、水上スキーなどにも興じた。また、現在の金額にして約40万円程度にもなる背広を誂え、当時最先端の流行・風俗を楽しむという学生生活を送った。
明大卒業後は実家の紙問屋の経営を引き継ぐ。趣味でグライダーを自製・操縦し、日本軍航空兵の訓練の教官などもしていた。1939年には妻子とともに中華民国・天津の租界に移住し、服飾関連の仕事に従事した。太平洋戦争終戦後、米国東海岸の名門大学（アイビーリーグ）出身者である米国兵士の通訳を担当し、伝統を活かしたアイビーファッションの魅力を学んだ。
帰国後は佐々木営業部（レナウン）勤務を経て、1951年に独立し、大阪市南区に石津商店を設立。1954年には「有限会社ヴァンヂャケット」に改組し、「VAN」ブランドを発表する。ネーミングは「前衛」「先駆」を意味するヴァンガード（Vanguard）にちなんでおり、写真評論家の伊藤逸平が出版していた風刺雑誌「VAN」から使用許可を得ていた。
特にブレザーとボタンダウンシャツをベースとした学生のファッションスタイルを「アイビールック」として紹介し、若者のファッション文化に改革をもたらした。さらに銀座にある「みゆき通り」をそれを着た若者で埋め尽くす「みゆき族」まで登場した。
通説では1964年、東京オリンピックの日本選手団の公式ユニフォーム（白い帽子、赤いブレザー、白いズボン・スカート）をデザインした、と紹介されてきた（現在ではJOCのページから削除されている）。しかし、石津が受け持ったのは作業員と用務員のユニフォームで、選手団が開会式で着用したブレザー類のデザインを実際に手がけたのは東京神田の注文紳士服店店主・望月靖之である。石津事務所が運営している「石津謙介大百科」の年表には2016年9月6日まで「オリンピック選手ユニフォームデザイン」と書かれていたが、現在は、「オリンピックユニフォームデザイン監修」になっている。服飾研究家によると、石津が監修の立場にあったことを裏付ける資料も見つかっていないという。
1966年から1968年にはサンケイアトムズの試合ユニフォームをデザインした。また当時、国鉄、警視庁、日本航空、ヤマハなども石津デザインのユニフォームを採用した。
1975年以降、ヴァンヂャケットの経営が急速に悪化。丸紅から社長を招聘するなど商社や素材メーカーへ支援を仰ぐなどしたが、1978年4月6日に約500億円の負債を抱えて経営破綻（その後再建）。会社更生法を申請した後の記者会見では「ファッションとは流れうつるもの。最近はひとりひとりの価値観が多様化してきているのに、それを商品化することができなかった」として消費者と取引先に謝罪の弁を述べた。
その後はフリーのファッションデザイナーとして活動する傍ら、衣・食・住のライフスタイルを積極的に提案した。
2005年5月24日、肺炎のため東京都青梅市の病院で死去。93歳没。ファッションに最期までこだわり続け、寝たきりになってもパジャマを着ることを拒絶し、三宅一生デザインのシャツを着たまま息を引き取った。

## 家族
- 兄・石津良介 - 写真家。1986年没。
- 長男・石津祥介 - ファッション・デザイナー、ファッション・ディレクター。父・謙介の片腕として尽力した。
- 次男・石津祐介 ‐  VAN 宣伝部を率い、のちにラングラージャパンに出向。1963年の第 1 回日本グランプリ (4輪)ではドライバーとして参加した。[12][13]
- 三男・石津啓介 ‐ 明治大学演劇部卒。広告代理店を経てVAN入社、1965年にVANスポーツ部を立ち上げ、アメリカン・フットボール部 VAN GUARDSなどを結成しブランド認知に貢献した[13]。1975年に白血病により36歳で死去。なべおさみは大学の友人。[12]。

## 影響
「時・場所・場合を考慮して」という意味でよく用いられる「TPO（Time、Place、Occasion）」、「カジュアル」、「Tシャツ」、「トレーナー」、「スウィングトップ」、「ステンカラーコート」、「ヘビー・デュティー」などの和製ファッション用語を定着させたのは彼であり、「キャンペーン」（組織的な宣伝活動）や、「プレミアム」（賞品）といった業界用語もVANの企業戦略から生まれたものとされる。現在に至るまで定着している、それらのフレーズの数は500は下らないと言われている。
「メンズファッションの神様」、「その存在がなかったら日本のファッション界は30年は遅れていた」などとも言われ、「クール・ビズ」、ユニクロ、「ちょい悪オヤジ」などといった、現代ファッション・シーンもその存在抜きには語ることは出来ない。
ヴァンジャケット本社と支部・劇場などが置かれた東京・青山通りの一帯は「ヴァンタウン」と呼ばれ、コシノジュンコら後進デザイナーたちのブランドも店舗を構え、ファッションの流行発信地として発展する。
ファッションや風俗に留まらず時代や文化をつくり出したとされ、企画・執筆に直接携わり、音楽・映画・グルメ・クルマといった主要男性誌の構成の原型をつくり上げた『MEN'S CLUB』などを通して、現在のカルチャーシーンの基礎をつくり上げたとも言われる。
1965年には、長男の石津祥介、くろすとしゆき、長谷川元、林田昭慶の4名で著したファッション誌「TAKE IVY」は、時を経て欧米のファッション関係者の間で注目されるようになり、2010年にアメリカ合衆国においてアシェット婦人画報社から英語版が出版され、翌2011年にはオランダ語版と韓国語版が出版された。ニューヨーク・タイムズは2009年6月17日付の記事で「TAKE IVY」を紹介し、" a treasure of fashion insiders "「ファッション関係者の宝」と評している。